# Anomiopus gilli
Anomiopus gilli är en skalbaggsart som beskrevs av Canhedo 2006. Anomiopus gilli ingår i släktet Anomiopus och familjen bladhorningar. Inga underarter finns listade i Catalogue of Life.